# Estádio Raimundo Ribeiro de Souza
O Estádio Raimundo Ribeiro de Souza, também conhecido como Ribeirão, é um estádio de futebol localizado em Boa Vista, Roraima. Pertencente ao Governo Estadual, tem capacidade para 3 000 pessoas. 

## História
O Ribeirão foi inaugurado em 2000. Em 2023, foi reaberto após passar por obras de revitalização.

## Jogos importantes
| Data                | Partida                   | Competição     | Ref.  |
| ------------------- | ------------------------- | -------------- | ----- |
| 7 de março de 2012  | Real 0–0 Remo             | Copa do Brasil | [ 2 ] |
| 10 de abril de 2013 | São Raimundo 0–2 Paysandu | Copa do Brasil | [ 3 ] |